# علوم ریاضی
علوم ریاضی (به انگلیسی: Mathematical sciences) یک اصطلاح گسترده‌است که به رشته‌های دانشگاهی اشاره دارد که زمینهٔ اصلی آنها ریاضی است، اما به‌طورکلی ممکن است تنها به مسائل ریاضی نپردازند. به‌طور مثال، آمار، رشته‌ای است که از روش‌های ریاضی استفاده می‌کند، ولی اهداف خاصی را در سایر علوم غیر از ریاضی دنبال می‌کند. علم کامپیوتر، علم محاسبات، تحقیق در عملیات، رمزشناسی، فیزیک نظری و علم آمار شاخه‌های دیگری هستند که می‌توان آنها را به‌عنوان علوم ریاضی در نظر گرفت.
اخیراً پژوهشگران سایر رشته‌ها، مانند رشته‌های مختلف پزشکی، به مدل‌سازی ریاضیِ انواع مختلف مسائلی رو آورده‌اند که با آنها مواجهند، و این امر باعث ایجاد و گسترش رشته‌های متنوعی با زمینهٔ ریاضی در دانشکده‌ها و پژوهشکده‌های ریاضی شده‌است. به‌عنوان مثال، در «مؤسسهٔ تحقیقات ریاضی و فیزیک نظری»، واقع در میدان نوبنیاد تهران، پژوهشگران، در قالب یک کار مشترک گروهی، به بررسی ساختارهای ریاضی سلول‌ها پرداخته‌اند.
برخی از مؤسسات (از قبیل دانشگاه نظامی ایالات متحدهٔ آمریکا، یا دانشگاه خارطوم، سودان)، در علوم ریاضی یا برخی از مؤسسات (مانند دانشگاه رود آیلند) در علوم ریاضی کاربردی مدرک تحصیلی اعطا می‌کنند.